# Broadway Mozi

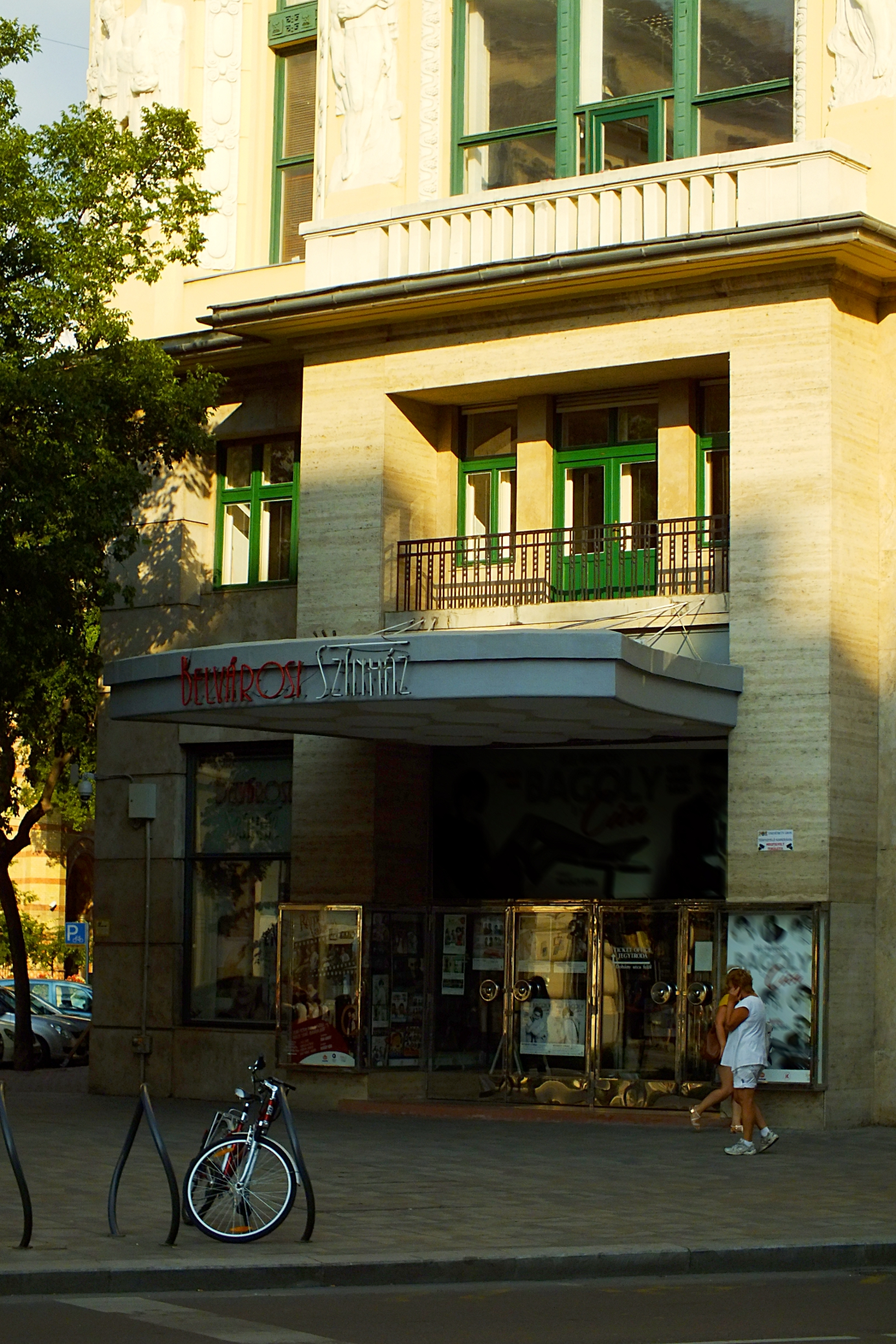
Az egykori Broadway Mozi ma Belvárosi Színház

A Broadway Mozi Budapest VII. kerületében, a Károly körút 3. szám alatt működött 1991-2003 között. 

## Története
A második világháború után Broadway, Barlang, majd Ady Mozi néven szerepelt. 1957-től a Magyar Filmintézet és Filmtár intézménye volt a híres Filmmúzeum néven. 1989-ban bezárt, majd 1991-ben újra kinyitott. Feladata volt a magyar és nemzetközi filmek bemutatása és a filmmel kapcsolatos ismeretek terjesztése. A színház közönségforgalmi területei és a nézőtér műemléki védettséget élveznek 2002 óta.
A mozi épületét az Első Katonai Biztosító Intézet építette 1911-1913 között. Tervezője Hoepfner Guido műépítész volt. A mozit 1938-ban alakították ki, de csak egy évvel később tudták megnyitni. A mozi végső tervezője Domány Ferenc volt. A mozi különlegessége a nézőforgalom elválasztott szervezésében, illetve a nézőtér építészeti kialakításában rejlett.  A belső tér kialakítása egyedülálló: az álmennyezet, a falak formálása, a padló lejtése és a széksorok elhelyezése egyaránt különleges. Működése alatt a mozit többször felújították, megpróbálva védekezni a beázások ellen és eltüntetni annak nyomait.
Az egykori filmszínház 2004-óta a Belvárosi Színháznak ad otthont.